# 大布村 (于都县)
大布村，是中华人民共和国江西省赣州市于都县铁山垅镇所辖的行政村。大布村位于铁山垅镇南部。总人口1548人(2005年)。大布村包含13个自然村：小垄、下陂迳、中塅、黄泥坑、北坑、岗背、石子排、大布、早禾田、角罗乾、山子下、高窝山、牛皮角村。区划代码360731101206。